# 中俄羅斯高地
中俄羅斯高地是東歐平原的一部分，位於俄羅斯歐洲區南部和烏克蘭東北部，長1,000公里，闊500公里，面積約500,000平方公里，平均海拔230至250米，最高點海拔293米。
中俄羅斯高地發源是不少河流的發源地，這些河流最終流進黑海、裡海和亞速海。